# Station Salfords
Salfords is een spoorwegstation van National Rail in Salfords, Reigate and Banstead in Engeland. Het station is eigendom van Network Rail en wordt beheerd door Southern. Het station is geopend in 1915.